# Alan Hill (cầu thủ bóng đá, sinh 1943)
Alan Hill (sinh ngày 3 tháng 11 năm 1943) là một cựu cầu thủ bóng đá người Anh từng thi đấu ở vị trí thủ môn, có hơn 250 lần ra sân ở Football League cho 3 câu lạc bộ từ năm 1960 đến năm 1970.

## Sự nghiệp
Sinh ra ở Barnsley, Hill bắt đầu sự nghiệp với đội trẻ of câu lạc bộ quê nhà Barnsley, lên thi đấu chuyên nghiệp năm 1960. Sau khi có hơn 130 lần ra sân, ông ký hợp đồng với Rotherham United năm 1966.
Hill kết thúc sự nghiệp năm 1970 cùng với Nottingham Forest, sau khi bị gãy tay.